# Tajemnica klasztoru Marii Magdaleny
Tajemnica klasztoru Marii Magdaleny / Agnes od Boga / Jagnię Boże – amerykański thriller psychologiczny z 1985 roku w reżyserii Normana Jewisona na podstawie sztuki Agnes od Boga Johna Pielmeiera.

## Obsada
- Jane Fonda – Dr Martha Livingston
- Anne Bancroft – Matka Miriam Ruth
- Meg Tilly – Siostra Agnes
- Anne Pitoniak – matka dr Livingston
- Winston Rekert – Detektyw Langevin
- Gratien Gélinas – Ojciec Martineau
- Guy Hoffman – Joseph Leveau

## Fabuła
W klasztorze z surową regułą, młoda zakonnica rodzi martwe dziecko. Nie pamięta jak do tego doszło. Policja wszczyna śledztwo. Wyznacza psychiatrę dr Marthę Livingston do zbadania poczytalności zakonnicy, siostry Agnes. Już na miejscu dochodzi do konfliktu z surową matką przełożoną.

## Nagrody i nominacje
Oscary za rok 1985
- Najlepsza muzyka – Georges Delerue (nominacja)
- Najlepsza aktorka – Anne Bancroft (nominacja)
- Najlepsza aktorka drugoplanowa – Meg Tilly (nominacja)

Złote Globy 1985
- Najlepsza aktorka drugoplanowa – Meg Tilly
- Najlepsza aktorka dramatyczna – Anne Bancroft (nominacja)